# Gateway Hills
Gateway Hills är en kulle i Antarktis. Den ligger i Östantarktis. Nya Zeeland gör anspråk på området. Toppen på Gateway Hills är 2 029 meter över havet, eller 111 meter över den omgivande terrängen. Bredden vid basen är 2,2 km.
Terrängen runt Gateway Hills är huvudsakligen kuperad, men västerut är den bergig.  Trakten är obefolkad. Det finns inga samhällen i närheten. 